# Мирчо Юруков
Мирчо Китанов Юруков е български революционер, деец на Вътрешната македонска революционна организация (обединена), публицист, дългогодишен редактор на „Пиринско дело“, краевед и историк.

## Биография
Юруков е роден в 1907 година в село Градево, тогава в Османската империя, днес в България. Завършва Разложката гимназия „Братя Петър и Иван Каназиреви“ и после Неврокопското предагогическо училище. Става учител в Градево, а по-късно в Бачево. Присъединява се към ВМРО (обединена) и пише в изданията ѝ „Македонско дело“ и „Македонски студентски лист“.
След Деветосептемврийския преврат в 1946 година става главен редактор на „Пиринско дело“ и остава на този пост до смъртта си. Автор е на „Просветното дело в Разложко“ (1941), „Симеон Кавракиров“ (1956) и други. В 1964 година е издаден посмъртно недовършеният му труд „Благоевград“.